# Melanagromyza prodigiosa
Melanagromyza prodigiosa är en tvåvingeart som beskrevs av Spencer 1977. Melanagromyza prodigiosa ingår i släktet Melanagromyza och familjen minerarflugor. Inga underarter finns listade i Catalogue of Life.